# Narciso Irala
Narciso Irala Martínez Del Villar (Portugal, 7 de fevereiro de 1896 — Pamplona, 13 de maio de 1988) foi um psiquiatra e missionário jesuíta português. Durante sua estadia pela China descreveu as condições de sofrimento por que passavam os chineses em guerra. Irala ministrou diversas conferências pelo Brasil.

## Biografia
Em 1913 Irala ingressou para a Companhia de Jesus e, no mesmo ano, foi enviado em missão para Wuhu na China, onde permaneceu durante 22 anos. Irala ainda esteve durante 4 anos na Argentina, e, por conta do comunismo saiu da China para morar no Brasil, onde passou a ministrar conferências sobre psiquiatria. Irala foi palestrante em mais de 50 países.

## Obra
(Em português)
- Eficiência sem Fadiga (1969)[4]
- Controle cerebral e emocional (1982)[5]